# Артешина Ольга Дмитрівна
Артешина Ольга Дмитрівна (27 листопада 1982) — російська баскетболістка.
Олімпійська чемпіонка 2003, 2007, 2011 років, срібна призерка 2001, 2002, 2006, 2009 років, бронзова призерка 2004 року, учасниця 2000, 2012 років.